# 秋田県立秋田北鷹高等学校
秋田県立秋田北鷹高等学校（あきたけんりつあきたほくようこうとうがっこう）は、秋田県北秋田市伊勢町に所在する公立の高等学校。

## 概要
北秋田市内の4高校（秋田県立鷹巣農林高等学校、秋田県立鷹巣高等学校、秋田県立米内沢高等学校、北秋田市立合川高等学校）を統合し、校舎を旧鷹巣農林高等学校の校地内に新たに整備して、2011年（平成23年）4月に開校した北秋田市唯一の総合制高等学校である。普通科と農業科が設置されている。
校名の由来は、「北」は北国、県北部と北秋田市を意味し、「鷹」は学校が設置される鷹巣地区と空を力強く飛ぶ鷹を意味するとされる。また、全国に学校を発信していこうとの意気込みを表すため「秋田」を冠につけた。
2011年（平成23年）4月7日に発生したマグニチュード7.2の宮城県沖地震（東北地方太平洋沖地震の余震）と停電の影響により、1週間遅れの入学式となった。
広い地域から様々な目標をもった生徒が集まっていて、家から通うことのできない生徒のための男子寮がある。

### 特色ある活動
全国レベルの活躍
- フェンシング部と弓道部は全国大会で上位入賞、スキー部と相撲部は全国大会で優勝している。その他、ソフトテニス部・陸上競技部・かるた部は全国大会に出場している。

地域への貢献活動
- 放置林の間伐や枝打ちや、森林・木材活用事業。
- 農作物、花卉、野菜苗の販売などを通して地域への貢献。

課題研究の実施
- 自殺対策、ゴミ対策、移住・定住対策、防災・減災対策から選択し、2年間にわたる探究活動を実施している。

### 基本理念
- 「多様なコースの設置と体験重視及びアグリビジネス教育の充実により新しい時代を創造する人間を育成する」

### 目指す学校像
- 「県北地区の核として、21世紀の県北に活力を与える学校」

## 沿革

### 年表
- 1999年（平成11年）12月 - 秋田県教育委員会による、第5次秋田県高等学校総合整備計画（素案）で高校の統廃合の方針が示される。
- 2005年（平成17年）
  - 3月22日 - 合川町・阿仁町・鷹巣町・森吉町が新設合併し、北秋田市が発足。
  - 7月 - 秋田県教育委員会は、県立3校（鷹巣農林、鷹巣、米内沢）を統合して1校にするとした。
  - 10月 - 北秋田市長が秋田県教育委員会教育長に、北秋田市立合川高校を含めた4校統合の考えを伝える。
- 2010年（平成22年）4月15日 - 北秋田地区統合高校の名前が秋田北鷹高等学校に決定する。
- 2011年（平成23年）
  - 4月1日 - 秋田県高等学校強化拠点校に4年間指定される（フェンシング競技男子、スキー・クロスカントリースキー競技男子）。
  - 4月15日 - 市内の県立高校3校（鷹巣・鷹巣農林・米内沢）と市立高校1校（合川）の4校が統合して開校。
  - 9月2日 - 開校式を実施し、創立記念日とする。
- 2012年（平成24年）11月10日 - 野球場などの建設工事と外構工事が終わり竣工式を挙行する。
- 2013年（平成25年） 4月1日 - 文部科学省 スーパーサイエンスハイスクール（開発型）に指定される。
- 2015年（平成27年）4月1日 - 秋田県高等学校強化拠点校に3年間指定される（フェンシング競技男子、スキー・クロスカントリースキー競技男子）。
- 2016年（平成28年）11月22日 - 台湾国立龍潭高級中学（桃園市）と姉妹校提携。
- 2018年（平成30年）
  - 4月1日 - 秋田県高等学校強化拠点校に3年間指定される（フェンシング競技男子、スキー・クロスカントリースキー競技男女、相撲競技男子）。
  - 12月 - 県内の高校で初のJGAPの認証を取得。

### 初代校長
- 佐藤英樹

## 基礎データ

### 所在地
- 秋田県北秋田市伊勢町1-1

### 設置学科
全日制課程
- 普通科
  - 特別進学コース（1クラス）
  - 探求コース（3クラス）
    - キャリアコース
    - スポーツコース

- 生物資源科（1クラス）
- 緑地環境科（1クラス）
  - 環境土木コース
  - 森林環境コース

### アクセス
- JR 奥羽本線 鷹ノ巣駅と隣接する秋田内陸縦貫鉄道 秋田内陸線 鷹巣駅から徒歩20分
- 秋北バス北秋田市民ふれあいプラザ前バス停から徒歩10分[2]

### 象徴

#### 校章
- 校章は縦の青・緑・緑・青は4校の統合を表し、北鷹を「北」と「鷹」をモチーフに大空への飛翔をデザインして、調和を表現すため全体を円におさめた。図案は戸田久、補作は青木隆吉。

#### 校歌
- 校歌は工藤和久が作詞、補作は荒谷浩、作曲は高野豊昭。

#### 制服
- 男子：ブレザー
- 女子：ブレザー

## 部活動
- 運動部
  - 硬式野球、陸上競技、相撲、弓道、ソフトテニス、バスケットボール、バレーボール、バドミントン、卓球、フェンシング、スキー、サッカー、剣道、柔道

- 文化部
  - 茶華道、吹奏楽、写真、書道、演劇、JRC、文芸、かるた、科学、家庭

## 施設
鷹巣農林高等学校の敷地内に3階建の校舎などが新たに整備された。
- 教室・管理棟 - RC造・一部鉄骨造3階建
  - 建築面積 - 約2,949.32m2
  - 延床面積 - 8,459m2
- 体育館棟 - RC造・一部鉄骨造2階建
  - 建築面積 - 3,145m2
  - 延床面積 - 4,486m2
- セミナーハウス
- 陸上競技場
- テニスコート
- 野球場
  - 屋内野球練習場
- 弓道場
- 相撲場
- 多目的広場（サッカー・ソフトボールなど）
- 資料館
- 青雲寮（男子）
- 総合実習棟
- 農場（実習水田、果樹園、畜舎、見本林、ガラス温室、ビニールハウス）
- 演習林 - 秋田杉(面積は28.3ha、東京ドーム6個分)

## 著名な出身者
すべて統合前の高等学校出身者である。
鷹巣農林高等学校
- 相馬剛三 - 俳優
- 菅原勝矢 - 元プロ野球選手
- 舘岡儀秋 - 駒澤大学教授・アマチュア横綱
- 中嶋聡 - 元プロ野球「オリックス・バファローズ」監督・元プロ野球選手（捕手）
- 高橋大斗 - 元ノルディック複合選手
- 湊祐介 - ノルディック複合選手

鷹巣高等学校
- 吾羽七朗 - 俳優
- 嶺脇育夫 - タワーレコード株式会社社長
- 塚本鋼平 - バスケットボール指導者

米内沢高等学校
- 石田信之（中退） - 俳優
- 立崎芙由子 - バイアスロン選手